# ساري قورخان
ساري قورخان هي قرية في مقاطعة تكاب، إيران. يقدر عدد سكانها بـ 103 نسمة بحسب إحصاء 2016.